# Жуніньо (футболіст, 1982)
Анселмо Вендерховський Жуніньо (порт.-браз. Anselmo Vendrechovski Júnior / пол. Anselmo Vendrechovski Júnior; нар. 16 вересня 1982, Венсеслау-Брас, Парана, Бразилія) — бразильський футболіст та тренер польського походження, центральний захисник «Монтеррей Флеша».

## Життєпис
Жуніньо має польське коріння — його дід Лех Вендреховський зі своєю нареченою Іреною втік із Польщі напередодні початку Другої світової війни. Він облаштувався в Бразилії, де народився батько Жуніньо.
Анселмо Вендерховський Жуніньо народився у місті Венсеслау-Брас штату Парана, та почав відвідувати футбольну школу місцевої команди «Корітіба». Після закінчення футбольної академії та виступів за молодіжну команду клубу, у віці 20 років захисника перевели до основного складу. 30 жовтня 2002 року у матчі проти «Крузейро» дебютував у чемпіонаті Бразилії. У 2003 році Жуніньо у складі «Корітіби» виграв чемпіонат штату Парана, а наступного сезону повторив вище вказане досягнення. Проте весь час перебування в команді залишався гравцем резерву. Восени 2004 року дебютував на міжнародному рівні в Південноамериканському кубку, де його команда дісталася 1/8 фіналу.
Весною 2005 року Жуніньо перейшов «Ботафого». Перший сезон захисник виступав переважно за резервну команду, але вже з наступного під керівництвом Куки став стабільним гравцем основи, скористався травмою Рафаеля Шейдта. У 2006 році разом з командою виграв Лігу Каріоку, а 20 вересня 2006 року у переможному (2:1) матчі проти «Жувентуді» відзначився своїм першим голом за команду.
У сезоні 2007 року разом з «Ботафого» став віце-чемпіоном штату, в Серії А з десятьма голами став третім найкращим гравцем команди, а його вдалі виступи привели до третього місця в опитуванні на найкращого стоппера бразильської ліги — його випередили лише Міранда й Алекс Сільва. Цього сезону він зіграв 32 матчі та забив 10 м'ячів. За підсумками чемпіонату Жуніньйо посів третє місце за звання найкращого захисника сезону.
Влітку 2008 року захисник підписав трирічний контракт із тодішнім чемпіоном країни «Сан-Паулу». Сума трансферу склала 500 000 доларів за 50 % економічних прав на гравця, також на футболіста претендували московський «Локомотив» та «Греміо». У «Сан-Паулу» провів рік, змінивши Брено, який виїхав до «Баварії», протягом якого з'явився на полі лише у 8 матчах. Незважаючи на малу кількість ігрової практики та високу конкуренцію, Жуніор став чемпіоном країни та дійшов із командою до фіналу Кубка Лібертадорес.
Після закінчення сезону захисник вирішив залишити клуб й повернутися до «Ботафого». У своїй «старій-новій» команді повернув собі впевненість у свої сили. За команду в сезоні 2009 року провів 34 матчі та відзначився 7-ма голами, також став віце-чемпіоном штату. Навесні 2010 року вирушив у піврічну оренду до південнокорейського клубу «Сувон Самсунг Блювінгз». 27 лютого 2010 року у матчі проти «Чонбук Хьонде Моторс» захисник дебютував у чемпіонаті Південної Кореї. 19 березня того ж року у поєдинку проти «Інчхон Юнайтед» зробив «дубль», забив свої перші м'ячі за команду.
Влітку 2010 року підписав трирічний контракт із мексиканським «УАНЛ Тигрес». У новій команді одразу став провідним гравцем лінії оборони, утворив міцний тандем центральних захисників з Уго Аялою. 24 липня 2010 у програному (0:1) матчі проти «Керетаро» дебютував у мексиканській Прімері. 21 серпня у переможному (1:0) поєдинку проти «Сантос Лагуна» відзначився своїм першим голом за «тигрів». В осінній частині сезону Апертури 2011 виграв чемпіонат Мексики з Тигресом, а під час весняних поєдинків Клаусури 2014 виграв Кубок Мексики, все ще маючи беззаперечну позицію в стартовій одиниці команди, очолюваної Рікардо Ферретті. Відразу після цього успіху — після того, як Лукас Лобос покинув клуб — став новим капітаном команди і в тому ж році посів друге місце в національному суперкубку. Незабаром також отримав мексиканське громадянство в результаті багаторічного життя в цій країні.
У сезоні Апертура 2014 року виграв другий титул чемпіона Мексики з «Тигресом», але в грудні того ж року порвав ахіллове сухожилля, через що вибув ще на сім місяців. У 2015 році з цієї причини пропустив більшість матчів своєї команди в найпрестижнішому змаганні південноамериканського континенту — Кубку Лібертадорес, де його команда дійшла до фіналу. Однак одразу після одужання повернувся до основного складу та виграв свій другий чемпіонат Мексики з «Тигрес» в Апертурі 2015. У 2016 році дійшов до фіналу північноамериканської Ліги чемпіонів КОНКАКАФ і того ж року поповнив свою вітрину ще одним трофеєм — Суперкубком Чемпіона чемпіонів. У сезоні Апертура 2016 — незмінний лідер і скеля оборонної формації — виграв третій чемпіонат Мексики з командою Ферретті. У 2017 році вчетверте став чемпіоном Мексики. 6 грудня 2018 року оголосив про завершення кар'єри футболіста.
З 2020 по 2021 рік працював з головним тренером «Тигреса» Рікардо Ферретті. У червні 2022 року приєднався до «Монтеррей Флеш» з Major Arena Soccer League.

## Статистика виступів

### Клубна
| «Корітіба»       | 2002           | Бразилія       | Серія A  | 3   | 0  | ?  | ?        | –                   | –  | –   | ?  | ?  |
| «Корітіба»       | 2003           | Бразилія       | Серія A  | 4   | 0  | ?  | ?        | –                   | –  | –   | ?  | ?  |
| «Корітіба»       | 2004           | Бразилія       | Серія A  | 7   | 0  | ?  | ?        | ПК                  | 1  | 0   | ?  | ?  |
| «Ботафого»       | 2005           | Бразилія       | Серія A  | 7   | 0  | ?  | ?        | –                   | –  | –   | ?  | ?  |
| «Ботафого»       | 2006           | Бразилія       | Серія A  | 26  | 4  | ?  | ?        | ПК                  | 2  | 0   | ?  | ?  |
| «Ботафого»       | 2007           | Бразилія       | Серія A  | 32  | 10 | 23 | 2        | ПК                  | 4  | 0   | 59 | 12 |
| «Сан-Паулу»      | 2008           | Бразилія       | Серія A  | 8   | 0  | 9  | 1        | КЛ + ПК             | 3  | 0   | 20 | 1  |
| «Ботафого»       | 2009           | Бразилія       | Серія A  | 34  | 7  | 20 | 5        | ПК                  | 5  | 0   | 59 | 12 |
| «Сувон Блювінгз» | 2010           | Південна Корея | К-Ліга 1 | 11  | 3  | 2  | 0        | ЛЧА                 | 4  | 1   | 17 | 4  |
| УАНЛ             | 2010–2011      | Мексика        | Ліга MX  | 36  | 4  | –  | –        | –                   | –  | –   | 36 | 4  |
| УАНЛ             | 2011–2012      | Мексика        | Ліга MX  | 39  | 3  | –  | –        | –                   | –  | –   | 39 | 3  |
| УАНЛ             | 2012–2013      | Мексика        | Ліга MX  | 29  | 5  | –  | –        | ЛЧК                 | 2  | 1   | 31 | 6  |
| УАНЛ             | 2013–2014      | Мексика        | Ліга MX  | 35  | 5  | 6  | 4        | –                   | –  | –   | 41 | 9  |
| УАНЛ             | 2014–2015      | Мексика        | Ліга MX  | 19  | 5  | 5  | 2        | КЛ                  | 4  | 0   | 28 | 7  |
| УАНЛ             | 2015–2016      | Мексика        | Ліга MX  | 37  | 3  | –  | –        | ЛЧК                 | 6  | 0   | 43 | 3  |
| УАНЛ             | 2016–2017      | Мексика        | Ліга MX  | 0   | 0  | –  | –        | –                   | –  | –   | 0  | 0  |
| Загалом          |                |                |          |     |    |    |          |                     |    |     |    |    |
| Бразилія         | Бразилія       | Бразилія       | 121      | 21  | ?  | ?  | ПК + КЛ  | 15                  | 0  | ?   | ?  |    |
| Південна Корея   | Південна Корея | Південна Корея | 11       | 3   | 2  | 0  | ЛЧА      | 4                   | 1  | 17  | 4  |    |
| Мексика          | Мексика        | Мексика        | 295      | 25  | 11 | 6  | ЛЧК + КЛ | 12                  | 1  | 318 | 32 |    |
| Загалом          | Загалом        | Загалом        | Загалом  | 427 | 49 | ?  | ?        | ПК + КЛ + ЛЧА + ЛЧК | 31 | 2   | ?  | ?  |

Легенда:
- ЛЧК – Ліга чемпіонів КОНКАКАФ

## Досягнення

### Клубна
«Корітіба»
- Ліга Паранаенсе
  -  Чемпіон (2): 2003, 2004

«Ботафого»
- Ліга Каріока
  -  Чемпіон (1): 2006

- Трофей Ріо
  -  Володар (1): 2007

- Кубок Гуанабара
  -  Володар (1): 2009

«Сан-Паулу»
- Серія A
  -  Чемпіон (1): 2008

УАНЛ
- Прімера Дивізіон Мексики
  -  Чемпіон (1): Апертура 2011, Апертура 2015, Апертура 2016, Апертура 2017

- Кубок Мексики
  -  Володар (1): Клаусура 2014

- Чемпіон чемпіонів
  -  Володар (3): 2016, 2017, 2018

- Кубок чемпіонів
  -  Володар (1): 2018